# Mattias Asper
Mattias Asper (Sölvesborg, 20 de març de 1974) és un futbolista suec, que ocupa la posició de porter.

## Carrera esportiva
Va començar a destacar al Mjällby AIF, fins que el 1998 va fitxar per l'AIK. Ací va ser suplent fins a la setena jornada, però els mals resultats de l'equip li van donar la titularitat. Amb Asper sota els pals, no va perdre cap altre partit i van guanyar l'Allsvenskan. L'any següent juga la Champions League. Al campionat domèstic, manté la imbatibilitat del campionat domèstic durant 797 minuts.
Eixes actuacions atrauen l'interès de la Reial Societat, que el va fitxar (i esdevingué així el primer porter estranger de la història de l'equip), però no despuntà al campionat espanyol, amb la qual cosa retorna al seu país, després d'una breu cessió al Beşiktaş JK turc. Amb el Malmö FF guanyà la lliga sueca de 2004.

## Selecció
Hi va ser internacional amb Suècia en tres ocasions. Va participar en l'Eurocopa del 2000.